# The Ballad of Darren
The Ballad of Darren er det niende studiealbum fra det engelske rockband Blur. Albummet blev udgivet den 21. juli 2023 af Parlophone og Warner Records. Albummet er producet af James Ford i Studio 13 i London og Devon. Det er Blurs først album efter The Magic Whip (2015) og bandets korteste album og det første med en spilletid på under 50 minuter.

## Musikalsk stil og inspiration hertil
The Ballad of Darren er blevet beskrevet som havende elementer af "lounge pop", og 70'er alternative pop. Albummet er blevet sammenlignet med værker af Lou Reed, John Cale, Radioheads A Moon Shaped Pool og Blurs egen Think Tank. Albarn har udtalt, at hans vokal på albummet er inspireret af Alex Turner fra Arctic Monkeys.

## Modtagelse
Albummet fik generelt positive anmeldelser af anmelderne.
Den britiske udgave af Rolling Stone kaldte albummet et "storslået comeback fra britpop ikonet",
og The Independent kaldte albummet det Blurs bedste siden 1999 (udgivelsen af 13). Andre fremhævede de gode sange, og at bandet virkede som om de var glade for at spille sammen igen.

## Sange
Alle sange skrevet og komponeret af Damon Albarn, Graham Coxon, Alex James and Dave Rowntree. 
| 1.            | "The Ballad"                   | 3:37  |
| 2.            | "St. Charles Square"           | 3:55  |
| 3.            | "Barbaric"                     | 4:09  |
| 4.            | "Russian Strings"              | 3:38  |
| 5.            | "The Everglades (For Leonard)" | 2:56  |
| 6.            | "The Narcissist"               | 4:05  |
| 7.            | "Goodbye Albert"               | 4:17  |
| 8.            | "Far Away Island"              | 2:58  |
| 9.            | "Avalon"                       | 3:05  |
| 10.           | "The Heights"                  | 3:24  |
| Total længde: | Total længde:                  | 36:04 |

| 11.           | "The Rabbi"   | 2:44  |
| 12.           | "The Swan"    | 3:42  |
| Total længde: | Total længde: | 42:30 |

| 13. | "Sticks and Stones" | 3:24 |

## Medvirkende
Blur
- Damon Albarn – sang, kor, keyboards, piano
- Graham Coxon – guitar, kor, sang på "Sticks and Stones" (på japansk udgave)
- Alex James – el-bas
- Dave Rowntree – trommer

Studiemusikere
- James Ford – keyboards (tracks 1–6, 8, 10)
- Izzi Dunn – cello (1, 3, 5, 7, 8, 10)
- Ciara Ismail – viola (1, 3, 5, 7, 8, 10)
- Kotono Sato – violin (1, 3, 5, 7, 8, 10)
- Sarah Tuke – violin (1, 3, 5, 7, 8, 10)
- Alistair White – trombone (9)
- Nichol Thompson – trombone (9)
- Chris Storr – trompet (9)
- Danny Marsden – trompet (9)